# 輪西駅
輪西駅（わにしえき）は、北海道室蘭市仲町にある北海道旅客鉄道（JR北海道）室蘭本線の駅である。駅番号はM33。電報略号はワニ。事務管理コードは▲130351。

## 歴史

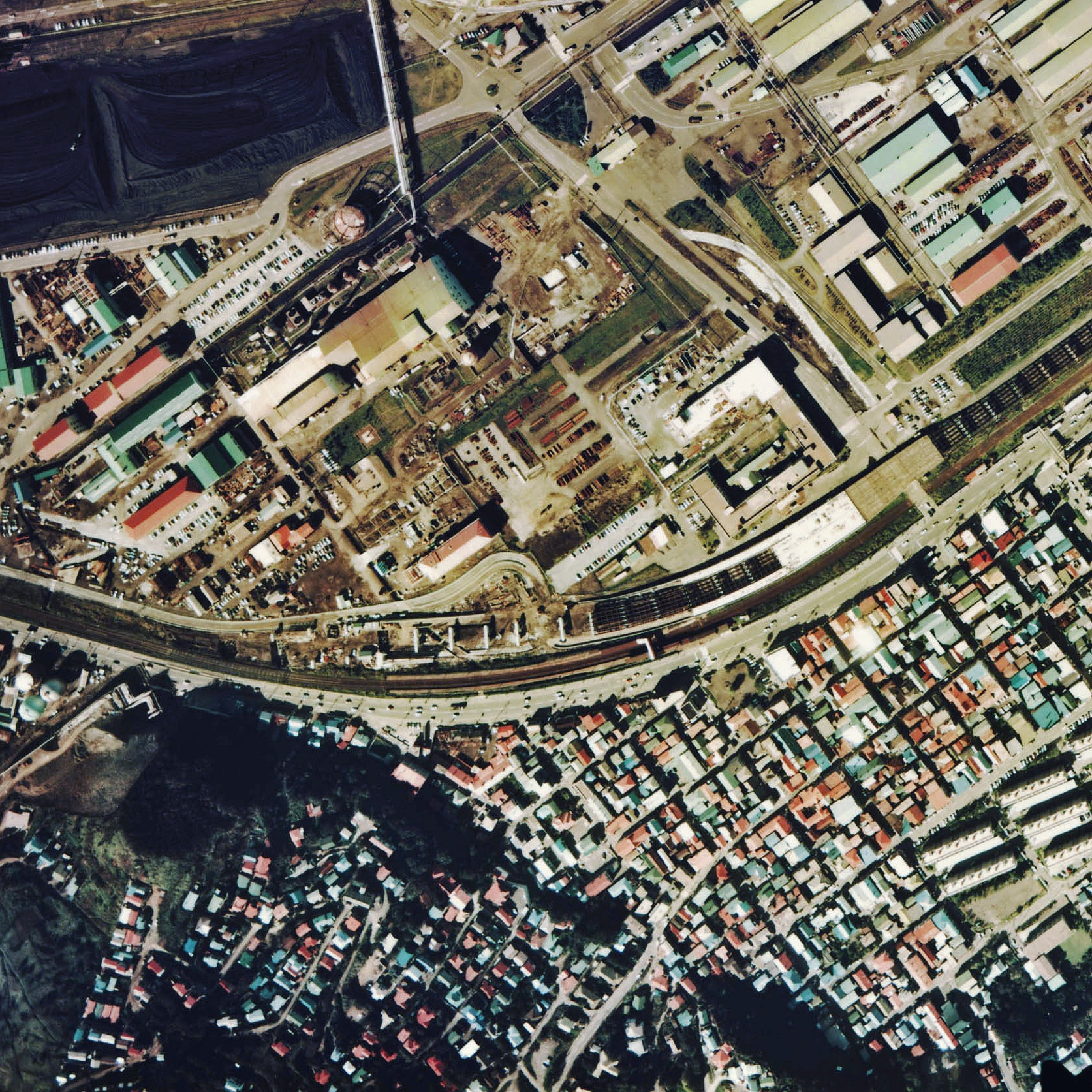
1976年の輪西駅と周囲約750m範囲。左が室蘭方面。駅裏（上側）は輪西製鉄所発祥の地だが、この写真の頃は工場は上方写真外の埋立地へ移転していて別会社の敷地となっている。線路が移転する前はこの敷地の左上近くに見える駐車場付近に旧・輪西駅（初代室蘭駅）が置かれていた。

当地には、もともと1892年（明治25年）8月1日に開通した北海道炭礦鉄道室蘭駅（初代、その後現在の室蘭駅への延伸に伴い、輪西駅〔初代〕に改称））が設置されていた。
しかし、輪西製鉄所の拡張計画と線路移設に伴い、輪西駅（初代）は大正9年11月6日に、当時「イタンキ」と呼ばれていた、現在の東室蘭駅の位置へ移転してしまった。
その後製鉄所の発展に伴って山側にできた新市街地も大きくなり、1927年（昭和2年）に住民から当地に簡易駅開設の請願が出されたことで当駅が設置されることとなった。

### 年表
- 1928年（昭和3年）9月10日：鉄道省室蘭本線の輪西駅として開業。旅客・荷物取扱い[1]。同時に輪西駅（初代）を東輪西駅に改称（現：東室蘭駅）。
- 1980年（昭和55年）5月15日：荷物取扱い廃止[1]。
- 1984年（昭和59年）4月1日：簡易委託駅となり、無人化。室蘭生協が業務を引き受ける[4]。
- 1987年（昭和62年）4月1日：国鉄分割民営化によりJR北海道に継承[1]。
- 1994年（平成6年）：簡易委託廃止、完全無人化。
- 2017年（平成29年）3月9日：ホームの長さを縮小[5][6]。

### 駅名の由来
当駅の所在地近辺の地名より。地名の由来は以下の説が考えられているが、はっきりしない。いずれも、本来は現在の本輪西付近に由来する地名である。
| アイヌ語                     | アイヌ語    | 意味                               |
| カタカナ表記（アコㇿイタㇰ） | ラテン翻字  | 意味                               |
| ---------------------------- | ----------- | ---------------------------------- |
| ワネウシイ（ワネウシ）       | wa?-ne-us-i | （入江が）輪？・になって・いる・所 |
| マネウㇱイ（マネウシ）       | ma-ne-us-i  | 澗（ま）・になって・いる・所       |
| ハルウㇱイ（ハルウシ）       | haru-us-i   | 食料・群生する・所                 |

## 駅構造
相対式ホーム2面2線を有する複線区間の地上駅。転轍機を持たない棒線駅となっている。互いのホームは両ホーム中央部分を結んだ跨線橋で連絡している。当駅自体は上記施設のみであるが、かつて駅裏（北側）には御崎駅から分岐した専用線が伸びて来ていた。
東室蘭駅管理の無人駅となっている。有人駅時代の開業時からの駅舎が残り、構内の東側（室蘭方面に向かって左側）に位置しホーム東側に接している。駅舎内にトイレを有する。またかつては駅舎内に売店も存在していた（1993年（平成5年）時点では営業中であった）。
1番ホーム（室蘭方面）は223m、2番ホーム（東室蘭方面）は220mの、10両編成の列車に対応する長いホームを有していたが、2017年（平成29年）3月にそれぞれ119m、114mに縮小された。

### のりば
| 番線 | 路線      | 方向 | 行先             |
| ---- | --------- | ---- | ---------------- |
| 1    | ■室蘭本線 | 上り | 室蘭方面         |
| 2    | ■室蘭本線 | 下り | 東室蘭・札幌方面 |

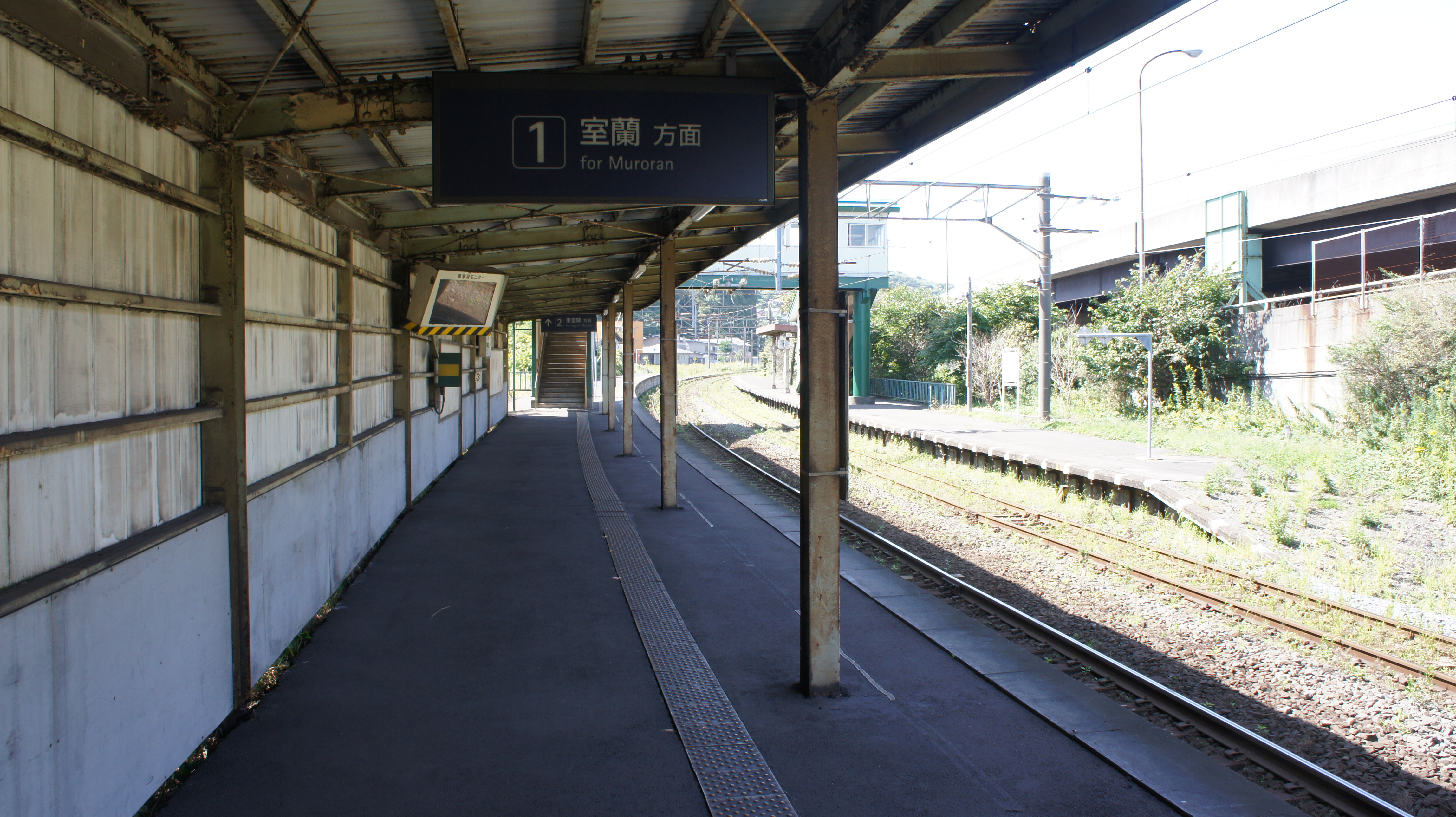
ホーム（2017年9月）
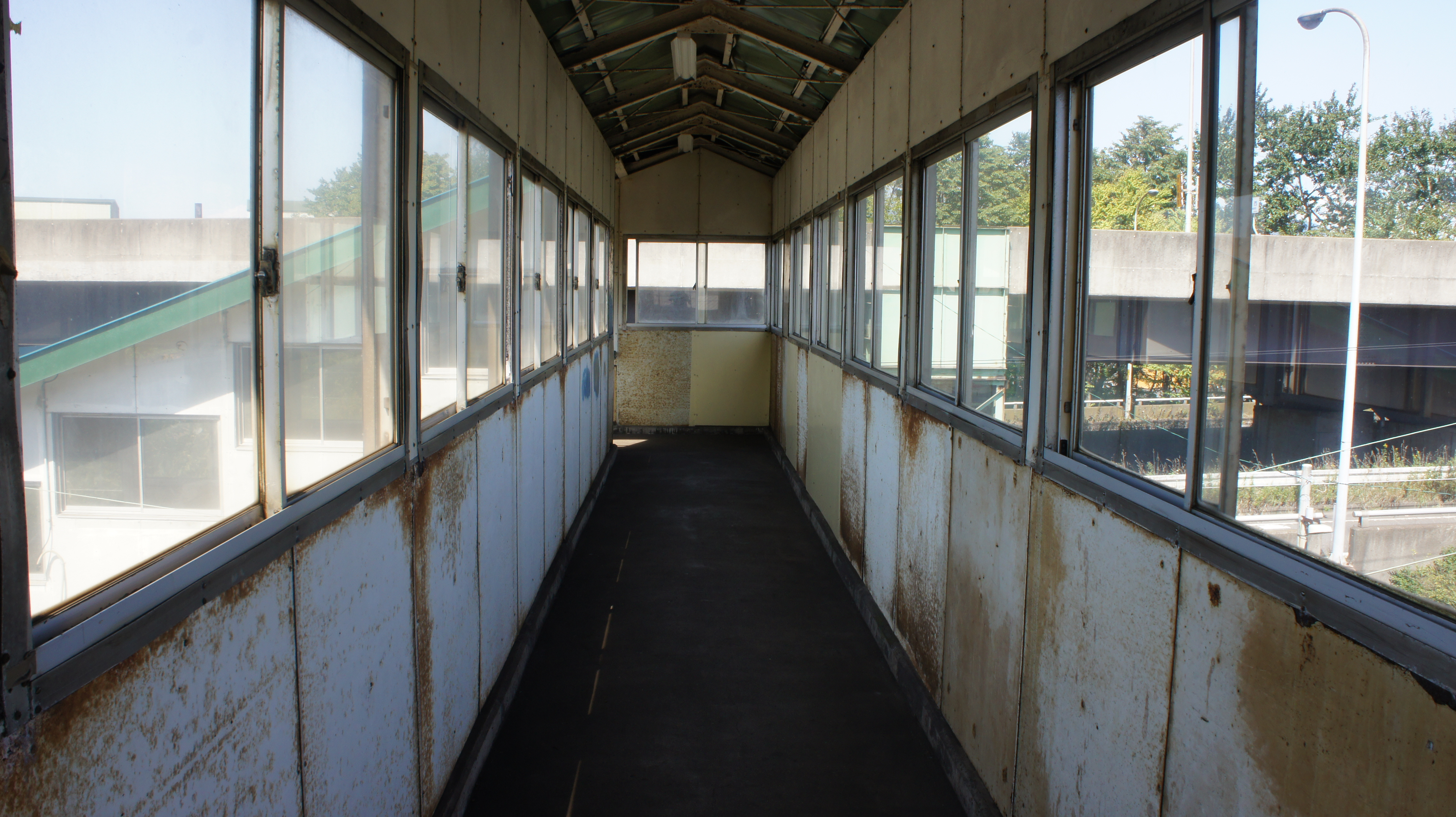
跨線橋（2017年9月）
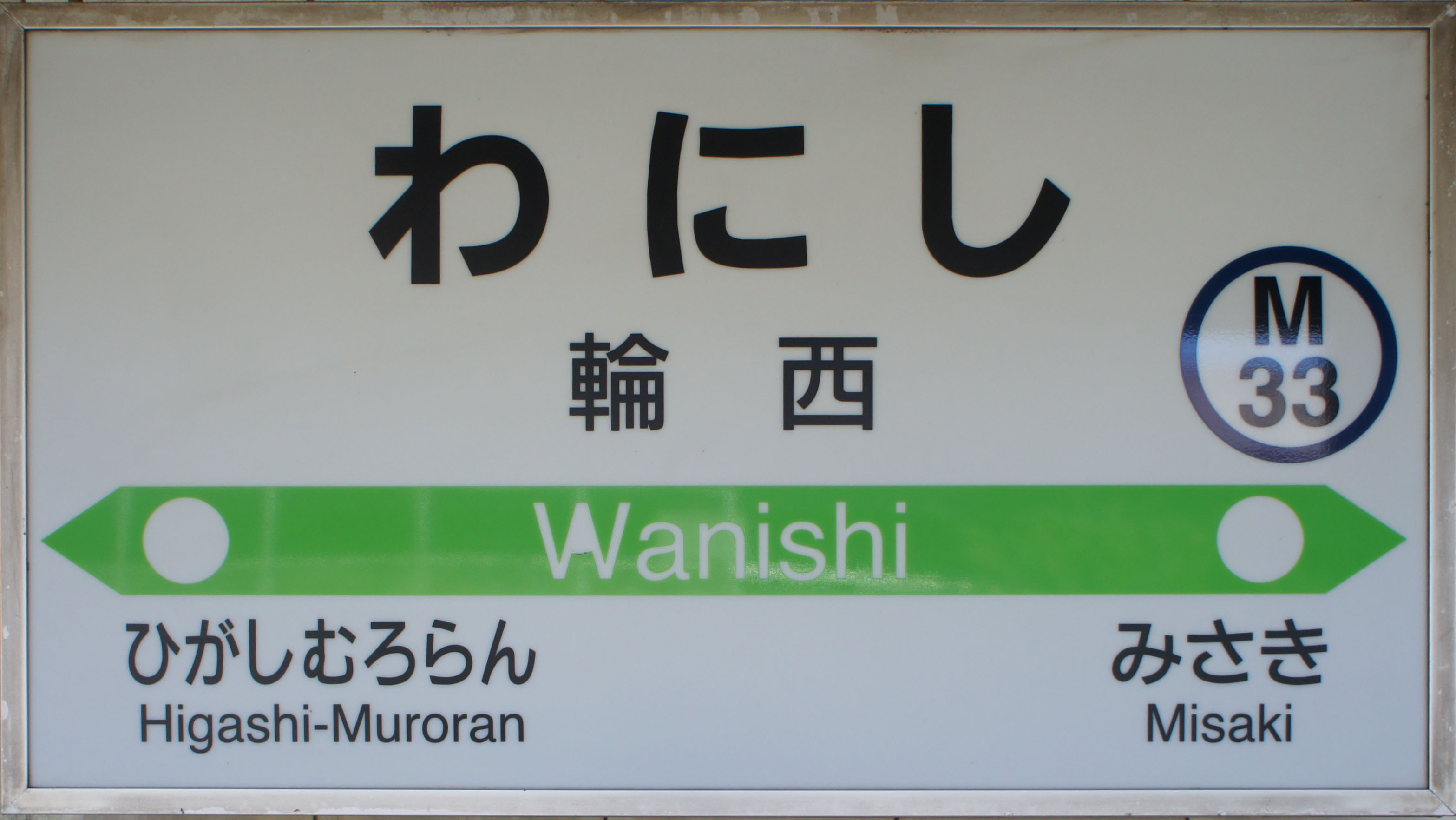
駅名標（2017年9月）

## 利用状況
- 1961年（昭和36年）の1日乗降客数は約13,000人[6][注釈 2]。
- 1981年度（昭和56年度）の1日乗降客数は532人[10]。
- 1992年度（平成4年度）の1日乗降客数は294人[8]。
- 2014年（平成26年）の1日乗降客数は52人[6]。

1日の平均乗降人員は以下の通りである。
| 乗降人員推移 | 乗降人員推移 |
| 年度         | 1日平均人数  |
| ------------ | ------------ |
| 2011         | 36           |
| 2012         | 34           |
| 2013         | 50           |
| 2014         | 52           |

## 駅周辺
- 国道36号（室蘭新道）
- 室蘭警察署輪西交番
- 室蘭輪西南郵便局
- 室蘭信用金庫輪西支店
- 日本製鉄北日本製鉄所室蘭地区
- 室蘭市立大沢小学校
- 室蘭市立鶴ケ崎中学校
- 旭公園
- 道南バス（市内線）「輪西駅前」停留所[12]
- 道南バス、北海道中央バス（高速むろらん号）「日本製鉄前」停留所[13][14]

## 隣の駅
北海道旅客鉄道（JR北海道）
■室蘭本線

御崎駅 (M34) - 輪西駅 (M33) - 東室蘭駅 (H32)